# Fernand Herman
Fernand Henri Joseph Herman (ur. 23 stycznia 1932 w Boirs, zm. 4 kwietnia 2005 w Brukseli) – belgijski i waloński polityk oraz ekonomista, w latach 1975–1977 minister, parlamentarzysta krajowy, eurodeputowany I, II, III i IV kadencji.

## Życiorys
Ukończył studia prawnicze i ekonomiczne na Katolickim Uniwersytecie w Lowanium, kształcił się także w Stanach Zjednoczonych na Columbia University. Pracował jako nauczyciel akademicki w Kongu Belgijskim, po uzyskaniu niepodległości przez byłą kolonię doradzał w zakresie polityki pieniężnej. W 1964 powrócił do Belgii, do 1975 był wykładowcą na macierzystej uczelni.
Działał we francuskojęzycznej Partii Społeczno-Chrześcijańskiej, był członkiem władz krajowych tego ugrupowania i przewodniczącym partyjnego komitetu ds. stosunków międzynarodowych. W 1975 po śmierci André Oleffe został nowym ministrem spraw gospodarczych w rządzie, którym kierował Leo Tindemans. Urząd ten sprawował do 1977. Od 1977 do 1978 był członkiem federalnego Senatu, następnie do 1980 sprawował mandat deputowanego do Izby Reprezentantów.
W 1979 został wybrany do Parlamentu Europejskiego, zasiadał w nim przez cztery kolejne kadencje do 1999, będąc członkiem grupy chadeckiej.